# تشارلز هال (عداء مسافات طويلة)
تشارلز هال (بالإنجليزية: Charles Hall)‏ هو عداء مسافات طويلة أمريكي، ولد في 16 فبراير 1887، وتوفي في 17 يناير 1972.

## وصلات خارجية
- تشارلز هال على موقع أوليمبيديا (الإنجليزية)